# Levanto

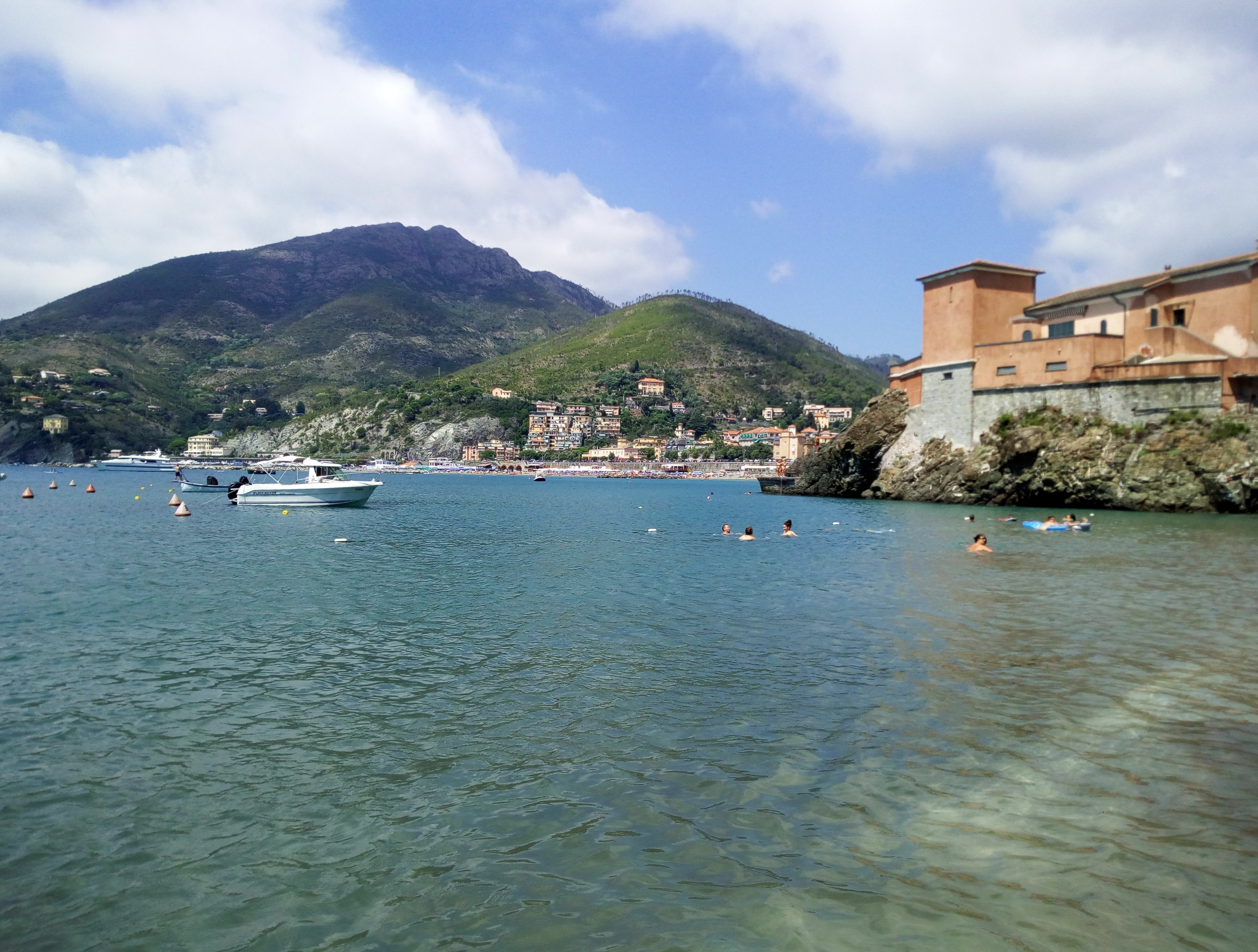
Vue sur la Méditerranée depuis la plage de Levanto.

Levanto est une commune italienne de la province de La Spezia dans la région Ligurie. La ville, située au bord de mer, se trouve à environ 90 kilomètres au sud de Gênes et à proximité (20 kilomètres) de La Spezia. Elle borde le territoire dit des Cinque Terre. Levanto est devenue une cité balnéaire importante, par sa proximité avec le parc national des Cinque Terre, mais aussi par sa proximité de grandes villes italiennes telles que Milan ou Gênes.

## Administration
| Période                                  | Période | Identité | Étiquette | Qualité |
| ---------------------------------------- | ------- | -------- | --------- | ------- |
|                                          |         |          |           |         |
| Les données manquantes sont à compléter. |         |          |           |         |

### Hameaux
Lizza, Lavaggiorosso, Dosso, Groppo, Montale, Vignana, Lerici, Pastine, Chiesanuova, Fontona, Legnaro, Fossato, Ridarolo.

### Communes limitrophes
Bonassola, Borghetto di Vara, Carrodano, Framura, Monterosso al Mare, Pignone.

## Patrimoine
La ville compte de nombreuses traces de la période médiévale, que l'on repère aux murs de certaines maisons, mais également un château médiéval en parfait état de conservation (non visitable, car il s'agit actuellement d'une propriété privée).

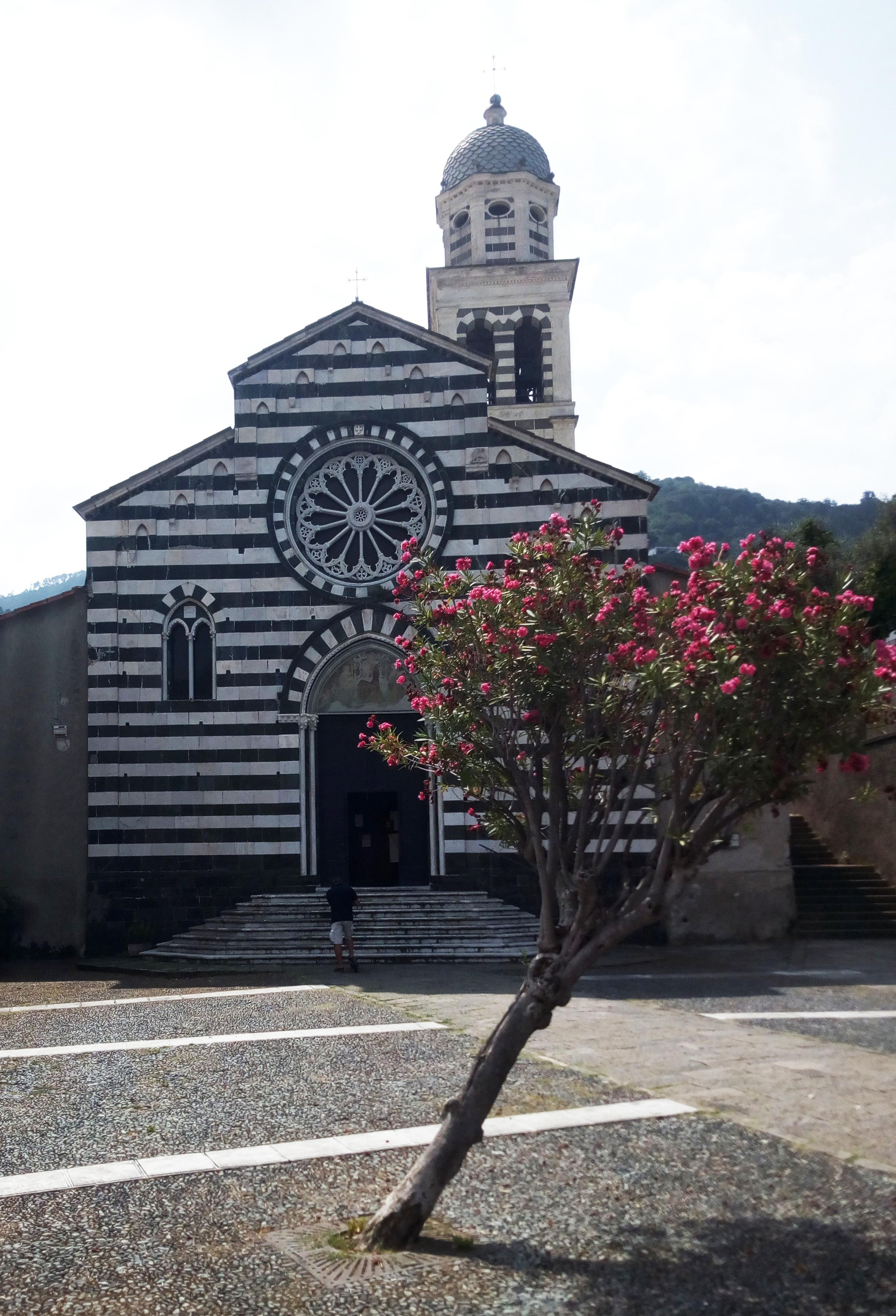
Église Sant'Andrea.

L'église Sant'Andrea se situe près du château, dans la partie la plus ancienne de la ville. Elle est un exemple d'architecture locale médiévale, avec ses rayures composées de serpentinite et de marbre de Carrare. Fondée au XIIIe siècle, elle est consacrée en 1463 puis restaurée au XXe siècle.
Dans le centre actuel de la ville se situe l'Oratorio San Giacomo (XVIe siècle).

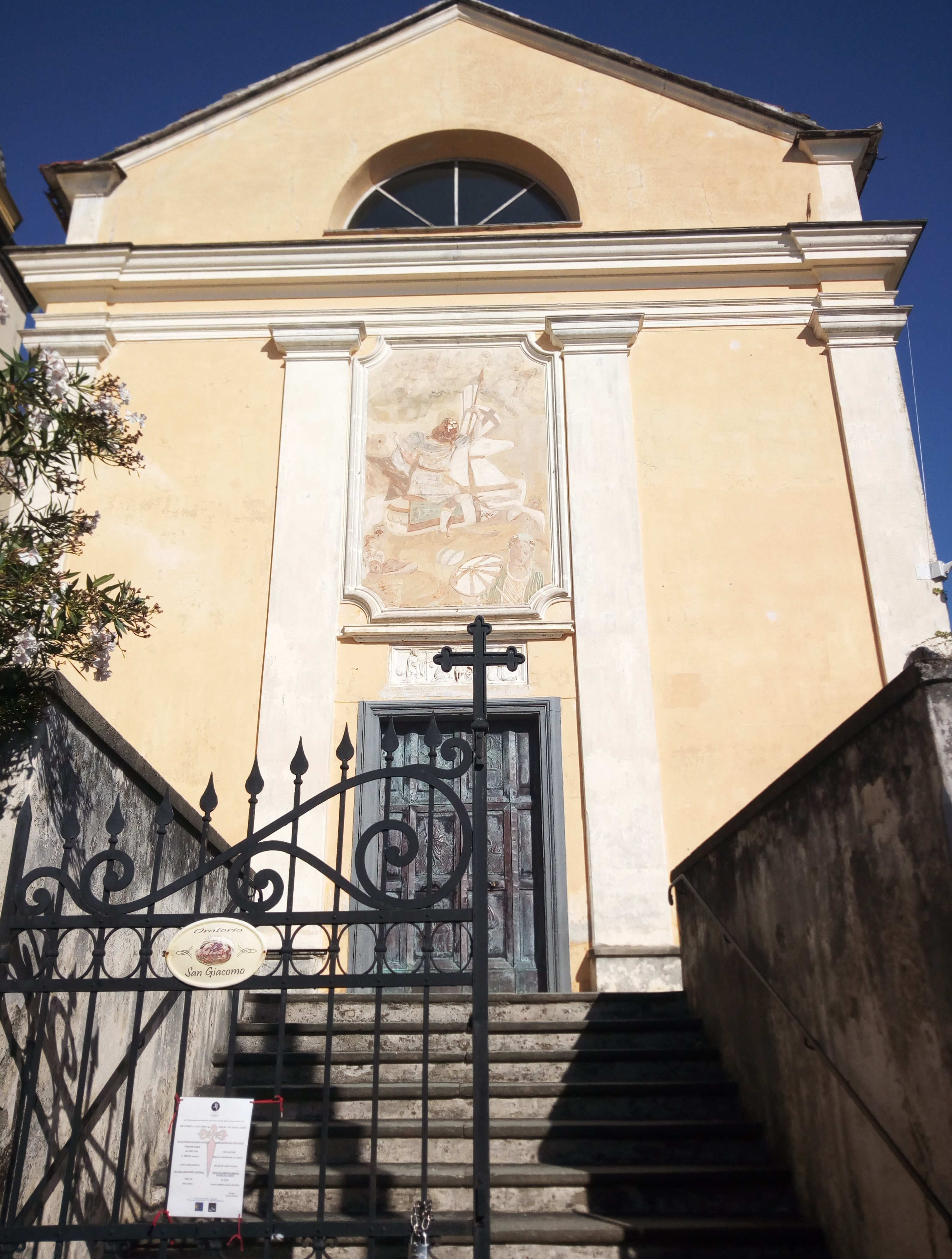
Oratorio San Giacomo.